# Listă de jocuri video Classic NES
Acheasta lista afișeaza jocuri din serie Classic NES.
- Classic NES: Bomberman - Game Boy Advance - 2004
- Classic NES: Donkey Kong - Game Boy Advance - 2004
- Classic NES: Excitebike - Game Boy Advance - 2004
- Classic NES: Ice Climber - Game Boy Advance - 2004
- Classic NES: The Legend of Zelda - Game Boy Advance - 2004
- Classic NES: Pac-Man - Game Boy Advance - 2004
- Classic NES: Super Mario Bros. - Game Boy Advance - 2004
- Classic NES: Xevious - Game Boy Advance - 2004
- Classic NES: Castlevania - Game Boy Advance - 2005
- Classic NES: Dr. Mario - Game Boy Advance - 2005
- Classic NES: Metroid - Game Boy Advance - 2005
- Classic NES: Zelda II: The Adventure of Link - Game Boy Advance - 2005